# Drugi rząd Ediego Ramy
Drugi rząd Ediego Ramy – rząd Albanii od 13 września 2017 do 18 września 2021

## Skład rządu
| #  | Funkcja                                       | Portret | Imię i nazwisko               | Kadencja          | Kadencja             | Partia polityczna | Partia polityczna             |
| #  | Funkcja                                       | Portret | Imię i nazwisko               | Od                | Do                   | Partia polityczna | Partia polityczna             |
| -- | --------------------------------------------- | ------- | ----------------------------- | ----------------- | -------------------- | ----------------- | ----------------------------- |
| 1  | Premier                                       |         | Edi Rama (1964–)              | 13 września 2017  | 18 września 2021     |                   | Socjalistyczna Partia Albanii |
| 2  | Wicepremier                                   |         | Senida Mesi (1977–)           | 13 września 2017  | 17 stycznia 2019     |                   | Socjalistyczna Partia Albanii |
| 2  | Wicepremier                                   |         | Erion Braçe (1972–)           | 17 stycznia 2019  | 18 września 2021     |                   | Socjalistyczna Partia Albanii |
| 3  | Minister obrony                               |         | Olta Xhaçka (1979–)           | 13 września 2017  | 31 grudnia 2020      |                   | Socjalistyczna Partia Albanii |
| 3  | Minister obrony                               |         | Niko Peleshi (1970–)          | 4 stycznia 2021   | 18 września 2021     |                   | Socjalistyczna Partia Albanii |
| 4  | Minister spraw wewnętrznych                   |         | Fatmir Xhafaj (1959–)         | 13 września 2017  | 27 października 2018 |                   | Socjalistyczna Partia Albanii |
| 4  | Minister spraw wewnętrznych                   |         | Sandër Lleshaj (1963–)        | 23 listopada 2018 | 17 grudnia 2020      |                   | Socjalistyczna Partia Albanii |
| 4  | Minister spraw wewnętrznych                   |         | Bledar Çuçi (1970–)           | 18 grudnia 2020   | 18 września 2021     |                   | Socjalistyczna Partia Albanii |
| 5  | Minister ds. Europy i spraw zagranicznych     |         | Ditmir Bushati (1977–)        | 13 września 2017  | 18 stycznia 2019     |                   | Socjalistyczna Partia Albanii |
| 5  | Minister ds. Europy i spraw zagranicznych     |         | Edi Rama (1964–)              | 22 stycznia 2019  | 31 grudnia 2020      |                   | Socjalistyczna Partia Albanii |
| 5  | Minister ds. Europy i spraw zagranicznych     |         | Olta Xhaçka (1979–)           | 4 stycznia 2021   | 18 września 2021     |                   | Socjalistyczna Partia Albanii |
| 6  | Minister sprawiedliwości                      |         | Etilda Gjonaj (1981–)         | 13 września 2017  | 18 września 2021     |                   | Socjalistyczna Partia Albanii |
| 7  | Minister Turystyki i Środowiska               |         | Blendi Klosi (1971–)          | 13 września 2017  | 18 września 2021     |                   | Socjalistyczna Partia Albanii |
| 8  | Minister Infrastruktury i Energii             |         | Damian Gjiknuri (1972-)       | 13 września 2017  | 17 stycznia 2019     |                   | Socjalistyczna Partia Albanii |
| 8  | Minister Infrastruktury i Energii             |         | Belinda Balluku (1973-)       | 17 stycznia 2019  | 18 września 2021     |                   | Socjalistyczna Partia Albanii |
| 9  | Minister Rolnictwa i Rozwoju Wsi              |         | Niko Peleshi (1970–)          | 13 września 2017  | 17 stycznia 2019     |                   | Socjalistyczna Partia Albanii |
| 9  | Minister Rolnictwa i Rozwoju Wsi              |         | Bledi Çuçi (1970–)            | 17 stycznia 2019  | 17 grudnia 2020      |                   | Socjalistyczna Partia Albanii |
| 9  | Minister Rolnictwa i Rozwoju Wsi              |         | Milva Ekonomi (1962–)         | 18 grudnia 2020   | 18 września 2021     |                   | Socjalistyczna Partia Albanii |
| 10 | Minister Zdrowia i Opieki Społecznej          |         | Ogerta Manastirliu (1978–)    | 13 września 2017  | 18 września 2021     |                   | Socjalistyczna Partia Albanii |
| 11 | Minister edukacji, sportu i młodzieży         |         | Lindita Nikolla (1965–)       | 13 września 2017  | 17 stycznia 2019     |                   | Socjalistyczna Partia Albanii |
| 11 | Minister edukacji, sportu i młodzieży         |         | Besa Shahini (1982–)          | 17 stycznia 2019  | 17 września 2020     |                   | Socjalistyczna Partia Albanii |
| 11 | Minister edukacji, sportu i młodzieży         |         | Evis Kushi (1975–)            | 24 września 2020  | 18 września 2021     |                   | Socjalistyczna Partia Albanii |
| 12 | Minister kultury                              |         | Mirela Kumbaro Furxhi (1966–) | 13 września 2017  | 17 stycznia 2019     |                   | Socjalistyczna Partia Albanii |
| 12 | Minister kultury                              |         | Elva Margariti (1980–)        | 17 stycznia 2019  | 18 września 2021     |                   | Socjalistyczna Partia Albanii |
| 13 | Minister stanu ds. Diaspory                   |         | Pandeli Majko (1967–)         | 13 września 2017  | 18 września 2021     |                   | Socjalistyczna Partia Albanii |
| 14 | Minister Stanu ds. Ochrony Przedsiębiorczości |         | Sonila Qato (1977–)           | 13 września 2017  | 17 stycznia 2019     |                   | Socjalistyczna Partia Albanii |
| 14 | Minister Stanu ds. Ochrony Przedsiębiorczości |         | Eduard Shalsi (1968–)         | 17 stycznia 2019  | 18 września 2021     |                   | Socjalistyczna Partia Albanii |
| 15 | Minister finansów i gospodarki                |         | Arben Ahmetaj (1969–)         | 13 września 2017  | 17 stycznia 2019     |                   | Socjalistyczna Partia Albanii |
| 15 | Minister finansów i gospodarki                |         | Anila Denaj (1973–)           | 17 stycznia 2019  | 18 września 2021     |                   | Socjalistyczna Partia Albanii |
| 16 | Minister Stanu ds. Stosunków z parlamentem    |         | Elisa Spiropali (1983–)       | 17 stycznia 2019  | 18 września 2021     |                   | Socjalistyczna Partia Albanii |
| 17 | Minister Stanu ds. Odbudowy                   |         | Arben Ahmetaj (1969–)         | 20 grudnia 2019   | 18 września 2021     |                   | Socjalistyczna Partia Albanii |